# منطقة هاريدوار
هاريدوار رمزها «HA» (بالإنجليزية: Haridwar)‏ ، هو تقسيم إداري لدولة الهند تتبع ولاية أوتاراخند (بالإنجليزية: Uttarakhand)‏ ، مركزها هو مدينة هاريدوار (بالإنجليزية: Haridwar)‏ عدد سكانها حسب تعداد سنة 2001 هو 1,444,213 ، مساحتها 2,360 كم² وكثافة السكان 612 لكل كم² .